# Пегов, Виктор Николаевич
Пегов, Виктор Николаевич (6 ноября 1938, Русский Юрмаш, СССР — 22 октября 2018, Уфа, Россия) — советский и российский живописец. Заслуженный работник культуры БАССР (1988). Заслуженный работник культуры Российской Федерации (2011).

## Биография
Пегов Виктор Николаевич родился 6 ноября 1938 года в селе Русский Юрмаш Уфимского р-на БАССР. 
Отец Виктора Николаевича пропал без вести под Сталинградом. Позже художник посвятил своей семье и матери множество картин. Портрет матери "Солдатка" — одно из самых лучших его произведений.
В 15 лет Виктор перебрался в Уфу, поступил в студию педагога Г. В. Огородникова при ДК «Ударник» моторостроительного завода. Там он изучил основы изобразительного искусства.  Потом учился в Казанском художественном училище. Вернулся в Уфу и начал работать преподавателем детской художественной школы.
В 1980 году окончил заочно художественное отделение Чувашского государственного педагогического института им. И.Я. Яковлева.
Заслуженный работник культуры БАССР (1988). Заслуженный работник культуры РФ (2011). Жил и работал в г. Уфе.
Пегов с 1964 года преподавал в Уфимской школе  искусств. Среди выпускников школы, учившихся у Пегова известные художники: М.Давлетбаев, М.Спиридонов, Р.Аскаров и др.
Член СХ СССР (РФ) с 1970 года.
Сын — Пегов Владислав Викторович 1965 г.р, тоже художник.
Работы художника находятся в БГХМ им. М.В. Нестерова (Уфа), Музей МВД РБ (Уфа) и частных коллекциях.

## Работы
Виктор Николаевич Пегов создал сотни работ: портреты, пейзажи, натюрморты. Много работ на исторические темы.
Картины: "Солдатка", "Первоклассница" , "Боец стройотряда", 1975 , «Серебристый день», х. м., 1989 г., «Натюрморт с книгой», х. м., 1970 г., «Портрет геофизика», «Портрет уфимки».
«Солнечный день», «Верба распускается», «Дворик». «Лиля», «Дети», «Трактористки. Годы военные», "Геофизик Смирнов", «Старик – конюх за работой».

## Выставки
С 1963 года Пегов является участником республиканских, декадной, зональных, региональных, всероссийских и зарубежных выставок.
Персональная выставка в Галерее «Ижад», Уфа, 2002г.
В 2008 году персональная выставка, посвященная юбилею художника, в Уфе в Гостином дворе и в Президент-отеле.
В 2009 году в Государственном Художественном музее имени Михаила Нестерова  - персональная выставка Пегова «История. Земля. Люди».

## Награды
Золотая медаль Творческого Союза художников России и Международной Федерации художников, 2009